# Theorie van warmtevloeistof
De theorie van warmtevloeistof (ook calorische theorie genoemd) is een verouderde natuurkundige theorie die probeert het verschijnsel warmte en warmtestroom te beschrijven. In het midden van de 19e eeuw werd deze theorie vervangen door de warmtetheorie van Sadi Carnot.

## Ontstaan
Voor de theorie van warmtevloeistof werd opgesteld, werd warmte verward met verbranding. In de 17e eeuw dachten Johann Joachim Becher en Georg Ernst Stahl dat warmte en verbranding voorkwamen als phlogiston. Phlogiston zou een onzichtbare vloeistof zijn die in alle verbrandbare materialen voorkwam en vrijkwam bij verbranding.
Rond 1770 deed Antoine Lavoisier experimenten waaruit hij concludeerde dat verbranding plaatsvindt door een scheikundige reactie van een materiaal met zuurstof. Dit kwam niet overeen met de theorie van phlogiston, zodat Lavoisier een nieuwe theorie opstelde: de warmtevloeistoftheorie. De theorie gaat uit van een onzichtbare vloeistof (caloric), waarvan de hoeveelheid in het heelal gelijk blijft. Er was in die tijd nog een theorie die hitte beschreef, de kinetische theorie, maar er werd gedacht dat beide theorieën op hetzelfde neerkwamen.

## Succes van de theorie
De theorie was in staat een groot aantal natuurkundige verschijnselen te verklaren. Een kopje thee koelt af vanwege het stromen van warmtevloeistof van de (dichtere) thee naar de (minder dichte) luchtmoleculen. De lucht neemt dan toe in volume vanwege het absorberen van warmtevloeistof door de luchtmoleculen. De theorie kan, als bepaalde eigenschappen aan warmtevloeistof worden toegeschreven, warmtestraling en faseovergangen in stoffen verklaren. De gaswetten kunnen ermee opgesteld worden.
De grootste bevestiging kwam toen Pierre-Simon Laplace de pulsvergelijking van Isaac Newton aanpaste door de adiabatische index toe te voegen. Deze index, een constante, zorgde er bijvoorbeeld voor dat de lichtsnelheid in een gasvormig medium beter te voorspellen was.

## Latere ontwikkelingen
In 1798 deed Benjamin Thompson een ontdekking bij het produceren van kanonnen. Als een gat in een kanon werd geboord bleek de vrijkomende hitte constant te blijven, wat niet zou kloppen als aangenomen werd dat er zich in het kanon een eindige hoeveelheid warmtevloeistof bevond. Verder onderzoek hiernaar werd gedaan door onder andere James Prescott Joule. In 1850 publiceerde Rudolf Clausius een artikel waarin hij aantoonde dat de kinetische theorie gelijk was aan de theorie van warmtevloeistof, zolang het principe van behoud van warmtevloeistof werd vervangen door behoud van energie (de eerste wet van de thermodynamica). Daarmee ontstond de moderne thermodynamica, waarin warmte afhangt van de kinetische energie van moleculen.